# Modena City Ramblers

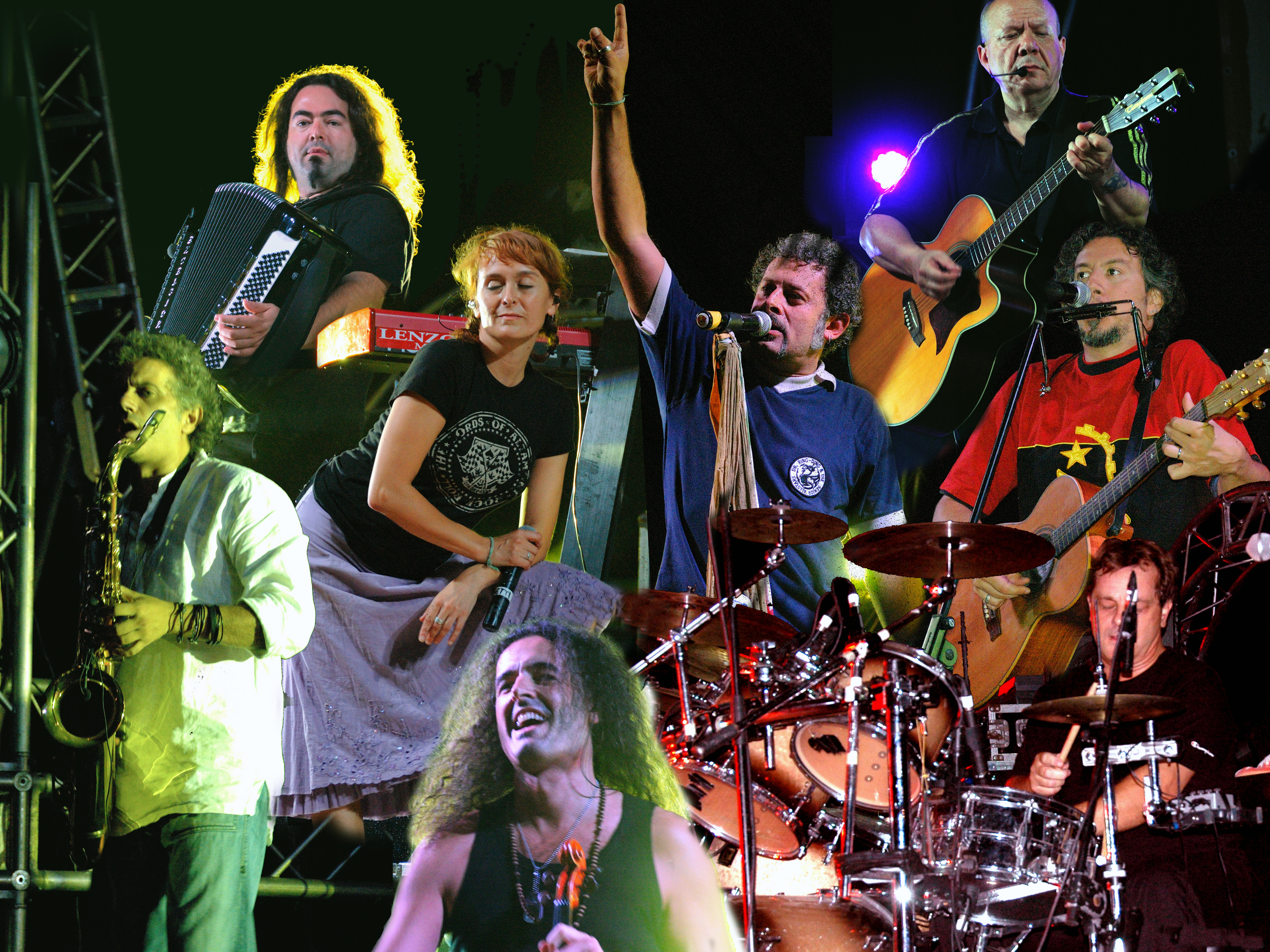
Modena City Ramblers

De Modena City Ramblers zijn een muziekgroep uit Italië die vooral in folk en aanverwante stijlen actief is. De groep werd opgericht in 1991, en bracht ondertussen verschillende populaire albums uit. De groep is vooral actief in Italië, maar waagt zich ook weleens in het buitenland, zo reeds in (onder andere) Bolivia, Zwitserland, Spanje, Nederland en België. 

## Imago van de Modena City Ramblers
De muziek, die ze zelf (met een knipoog naar een LP van The Clash) als 'combat folk' omschrijven, is bijwijlen erg militant van signatuur. MCR staat niet voor niets bekend als een links-georiënteerde formatie, die in Italië een belangrijke rol speelde in het brede volksprotest tegen Silvio Berlusconi. In navolging van hun pacifistisch geïnspireerde grondgedachte stonden de Modena City Ramblers ten tijde van het begin van de Tweede Golfoorlog ook muzikaal op tegen Amerikaans president George W. Bush, in hun goed ontvangen album Viva la vida, muera la muerte.

## Geschiedenis van de formatie
De groep werd in 1991 opgericht, en kende sindsdien heel wat wijzigingen. Reden hiervoor is dat hij niet steunt op een vaste formatie. Voor elke cd, en vaak ook voor aparte nummers, worden gastzangers uitgenodigd (en niet van de minste: ook Bob Geldof tekende in het verleden voor een kortstondige samenwerking). De artiesten die worden uitgenodigd belichamen niet zelden de ideologische visie waar de Ramblers voor staan. In de recente geschiedenis (2006) verliet frontman Stefano 'Cisco' Bellotti de groep, waardoor voor de laatste nieuwe cd (Dopo Il Lungo Inverno) met een nieuwe zanger werd samengewerkt.
Sinds de oprichting publiceerde de formatie een groot aantal cd's en singles, waarvan hieronder een niet exhaustieve lijst wordt meegegeven. (vrij naar het Italiaanse Wikipedia-artikel)

## Groepsleden
Beschreven zijn de groepsleden ten tijde van de cd, Dopo Il Lungo Inverno. 
- Davide "Dudu" Morandi: zang, bas, akoestische gitaar, glockenspiel, mondharmonica.
- Elisabetta 'Betty' Vezzani: zang, akoestische gitaar, elektrische gitaar, tamboerijn, mandoline
- Massimo "Ice" Ghiacci: elektrische en akoestische bas, contrabas, akkoorden, akoestische gitaar
- Franco D'Aniello: fluit, tin whistle, trompet, akkoorden, akoestische gitaar, glockenspiel
- Francesco "Fry" Moneti: akoestische en elektrische gitaar, baritongitaar, elektrische en akoestische viool, esraj (indiaanse viool), banjo, oud (soort kalebasbanjo), mandoline, akkoorden, zang
- Roberto Zeno: slagwerk, percussie, akkoorden, mandoline, akoestische gitaar, pianoforte
- Arcangelo "Kaba" Cavazzuti: slagwerk, percussie, akoestische gitaar, bas, charango (soort kalebasgitaar), pianoforte, maraca's, banjo, akkoorden
- Luca "Gabibbo" Giacometti: bouzouki (soort kalebasgitaar), mandoline, banjo, akoestische gitaar, akkoorden

## Discografie

### Albums
- 1994 – Riportando tutto a casa (± Laat ons alles naar huis brengen)
- 1996 – La grande famiglia (De grote familie)
- 1997 – Terra e libertà (Land en vrijheid)
- 1998 – Raccolti (± 'Bijeenraapsels')
- 1999 – Fuori campo (Homerum)
- 2002 – Radio Rebelde (± (uit het Spaans) Rebelse Radio)
- 2004 – ¡Viva la vida, muera la muerte! (Leve het leven, dood aan de dood)
- 2005 – Appunti partigiani (Partizaanse noten)
- 2006 – Dopo il lungo inverno (Na een lange winter)

### Mini-cd's
- 1998 – Cent'anni di solitudine (Honderd jaar eenzaamheid)
- 1999 – L'Italia ai tempi dei Modena City Ramblers (Italië ten tijde van de Modena City Ramblers)
- 2003 – Modena City Remix
- 2003 – Gocce (Druppels (initiatief 'Water voor de Vrede'))
- 2004 – El presidente (De president (single uit ¡Viva la vida, muera la muerte!))

### Overig
- 1993 – Combat Folk – zelfgeproduceerd demoalbum
- 2000 – Il resto raccolto – Speciaal geproduceerd voor de fanclub

### Dvd's
- 2004 – Clan Banlieue - Twaalf jaar liedjes, concerten, interviews, reizen en ongewijzigd beeldmateriaal